# Dante Maffia
Œuvres principales
Il romanzo di Tommaso Campanella
Dante Maffia, né le 17 janvier 1946 à Roseto Capo Spulico (Calabre) en Italie, est un écrivain italien, poète et romancier.

## Biographie
Dante Maffia publie ses premiers recueils de poèmes – mettant en valeur différents dialectes du Sud de l'Italie dont principalement le calabrais – au début des années 1970, afin de fonder la revue de poésie Il Policordo et de diriger Polimnia. Il collabore également comme critique littéraire au quotidien romain Paese Sera. Il est l'auteur de nombreux essais sur la poésie des dialectes italiens mais également de romans, dont le plus connu Il romanzo di Tommaso Campanella reçoit le prix Stresa en 1997.

## Œuvre (sélection)
- Il leone non mangia l'erba (poèmes), 1974
- Lo specchio della mente (poèmes)
- Il canto della rana e dell'usignolo (poèmes)
- Papaciòmme, éd. Marsilio, 1996
- Il romanzo di Tommaso Campanella, 1996 – Prix Stresa 1997
- Risalendo il Danubio, éd. Lepisma, 2005
- La biblioteca di Alessandria, éd. Azimut, 2008
- Il poeta e lo spazzino, préf. Walter Veltroni,  éd. Ugo Mursia, 2008
- Milano non esiste, éd. Hacca, 2009
- Nel mondo di Antonio Tabucchi (essai), préf. Mario Specchio, éd. Lepisma, 2011
- La strada sconnessa, préf. Enrico Ghidetti, éd. Passigli, 2011
- Abitare la cecità, éd. Lepisma, 2011
- Monte Sardo, éd. Rubbettino, 2014